# Дзадзикі

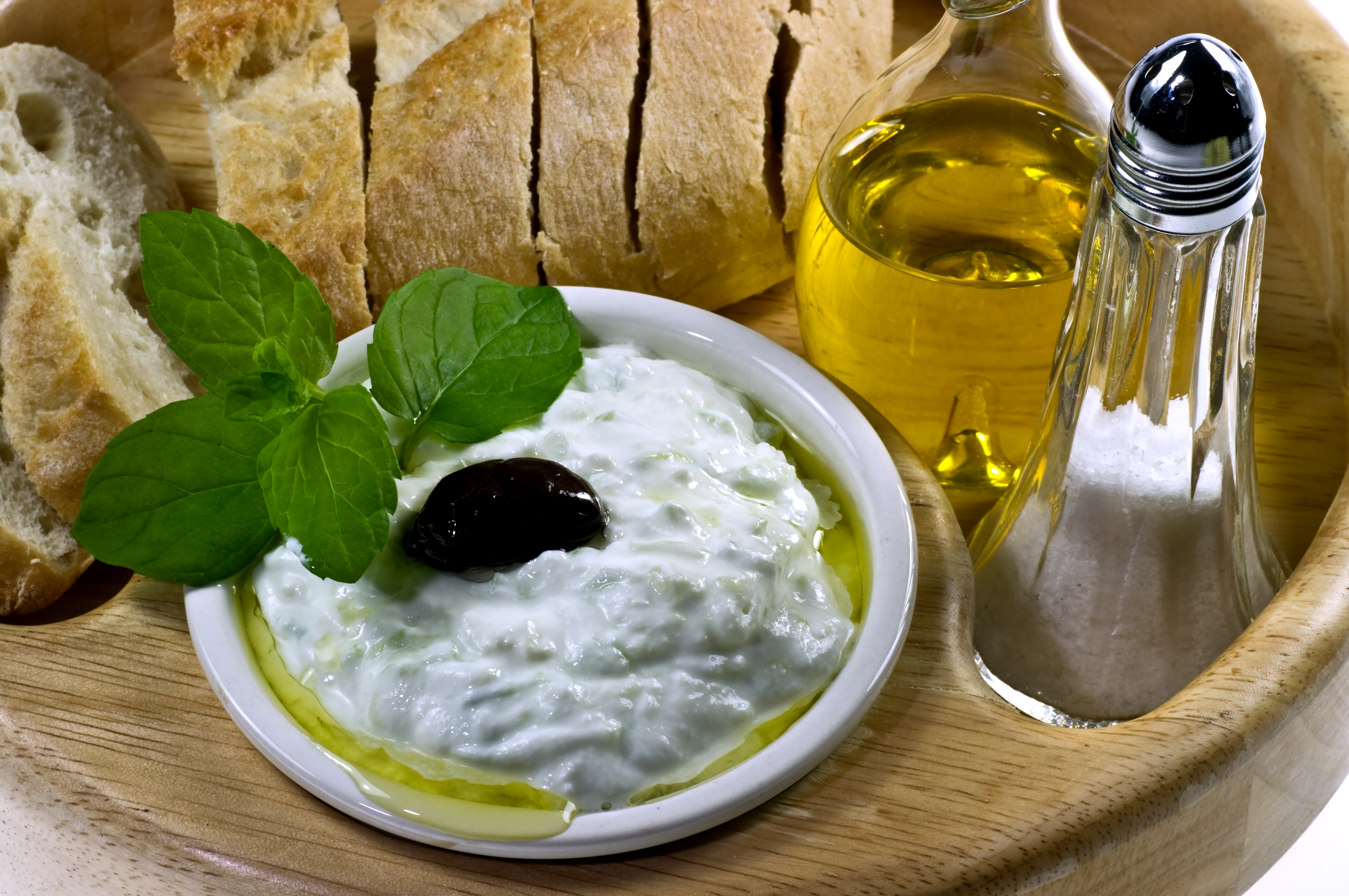
Традиційна грецька подача дзадзикі

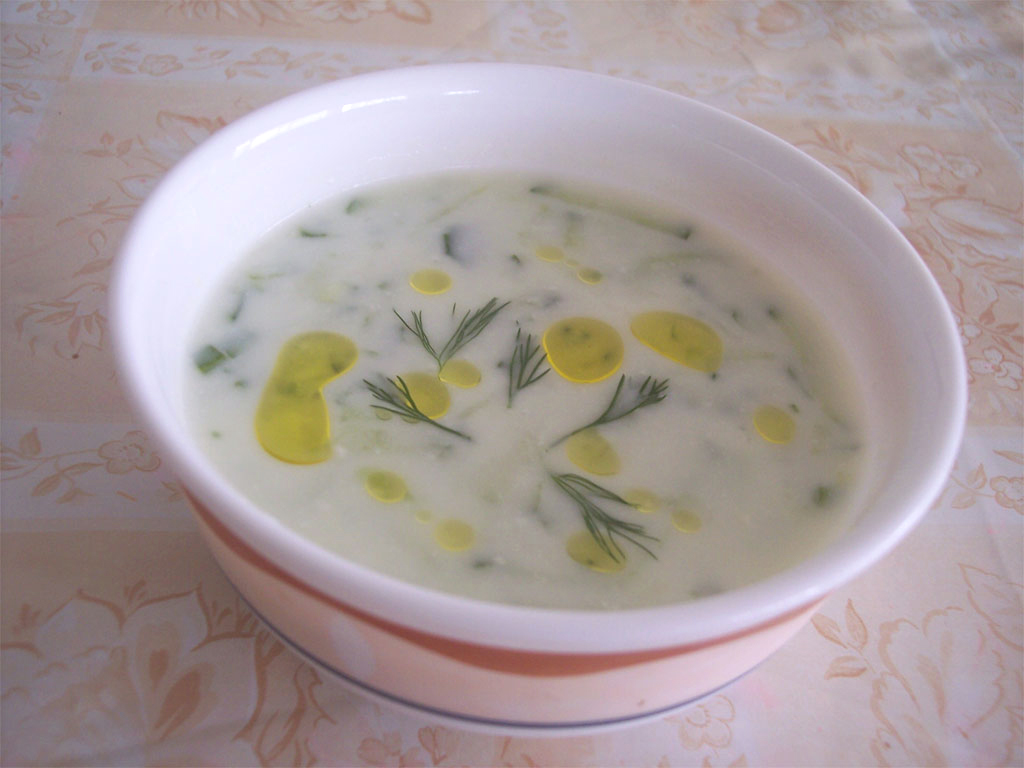
Джаджик

Дзадзикі, також цацикі або джаджик (грец. Τζατζίκι, МФА: [d͡zaˈd͡zikʲi]; тур. cacık) — холодний соус-закуска з грецького йогурту, свіжого огірка, кропу та часнику, типова страва грецької кухні.
У грецькій кухні дзадзикі, зазвичай, є складовою мезе (грец. μεζές) і використовується як соус-діп до хліба або овочів. Також соус часто подають до м'ясних страв, наприклад, до гірос або сувлакі, або до смаженої риби.
У турецькій кухні джаджик — це холодний суп з огірками, приготований на основі негустих кисломолочних продуктів.

## Історія
Таратор — це назва страви з мелених волоських горіхів і оцту в Османській імперії. Таку назву отримали страви з різноманітних приготувань у регіоні, зокрема супи, салати, соуси. У Леванті таратур — це соус на основі тахіні, тоді як у Туреччині та на Балканах він став означати поєднання йогурту та огірків, іноді з волоськими горіхами. Це стало традиційною частиною мезе.

## Схожі страви в інших національних кухнях

450-грамова упаковка дзадзикі

Грецький йогурт та дзадзикі виробництва салонікської компанії Mevgal

Назва соусу походить від турецької страви джаджик (тур. cacik), що складається з тих же продуктів, але має більш рідку консистенцію.
У кіпрській кухні страва називається талатурі (ttalattouri) і, на відміну від грецького рецепту, містить м'яту і меншу кількість часнику. У македонській та болгарській кухнях аналогом вважається холодний суп таратор або ж його «сухий» варіант з віджатого йогурту. У перській кухні страва називається mast-o-khiar. Також дзадзіки можна порівняти з індійським соусом раїта з огірка.
В кавказькому варіанті дзадзіки, в так званому овдуху, використовується кефір, а не йогурт, тим самим створюється освіжаючий ефект влітку. Кефіром заливають суміш овочів, яєць і шинку, тим самим виходить місцевий варіант окрошки, який іноді називають кавказька окрошка.

## Рецепт приготування

### Греція
Для приготування дзадзіки використовують густий фільтрований йогурт без смакових добавок (у Греції і Туреччині зазвичай з овечого або козячого молока). У нього кладуть кілька зубчиків часнику та натертий на тертці й відчавлений огірок, потім заправляють сіллю і перцем та додають трохи оливкової олії. Іноді також додають лимонний сік, кріп, петрушку або м'яту.

#### Інгредієнти
- 1 великий огірок або 2 середніх
- 2 склянки густого йогурту (без смакових добавок) або сметани (можна кисляку)
- 3-4 зубчики часнику
- 2-3 столові ложки оливкової олії
- 1 чайна ложка білого винного оцту
- зелень кропу
- сіль, перець за смаком

#### Приготування
Огірки натирають на дрібній тертці, попередньо очистивши їх від шкірки, м'якоть відчавлюють та підсолюють. У глибокій тарілці замішують фільтрований йогурт, товчений часник і зелень. Додають туди віджату від вологи м'якоть огірка, оливкову олію, оцет, сіль, перець. Перемішують та залишають у холодильнику до подачі.

#### Як подавати
Дзадзикі подають до м'ясних страв і як самостійну закуску. Перед подачею ще раз посипають зеленню, можна також посипати червоним перцем і маслинами.

### Туреччина
Інгредієнти: часник — 1 зубець, айран — 800 г, великі огірки, очищені від шкірочки, — 2 шт., оливкова олія — 1 ст. ложка, фенхель — 1 столова ложка, сіль — 1 чайна ложка, чабер (чебрець) — 1 чайна ложка, м'ята — 1 чайна ложка.
Огірки вимити, натерти на крупній тертці, посолити. Зелень вимити всю, прибрати гілочки, листочки дрібно нарізати.
Часник натерти або розтовкти з сіллю, залити охолодженим натуральним айраном (можна замінити йогуртом без добавок, обезжиреним кефіром, мацоні, катиком, розведеним водою каймаком) і ретельно перемішати. Дати настоятися близько 10-15 хвилин.
Вилити айран в глибоку миску, додати натерті на тертці огірки і сіль. Ретельно перемішати виделкою, додати по краплі оливкову олію, обережно перемішуючи, щоб олія не зібралася на поверхні айрану. Зверху посипати дрібно порізаною зеленню: фенхелем, чабрецем та м'ятою.
Подавати до столу з кубиками льоду.